# 王三宅
王三宅（1547年—？），字仁所，河南衛輝府千戶所軍籍汲縣人，明朝政治人物。

## 生平
隆慶四年（1570年）庚午科河南鄉試第八十名。萬曆二年（1574年），登甲戌科會試第二百二十六名，第三甲第一百零五名進士。同年出任湖廣承宣佈政使司蒲圻縣（今屬湖北省赤壁市）知縣。歷麻城、江陵知縣。十一月八月选授戶科給事中，吏科右、禮科左給事中。

## 家族
曾祖父王卿，曾任貢士；祖父王施恩，冠帶生員；父王曰可。母李氏；繼母于氏；繼母俞氏。严侍下。弟三俊、三錫、三槐、三才、三策。